# Empire/West Ryder Pauper Lunatic Asylum
Empire/West Ryder Pauper Lunatic Asylum è il secondo box set dei Kasabian, pubblicato il 16 settembre 2011. La raccolta comprende il secondo e il terzo album in studio della band in due CD separati.

## Tracce
Testi di Sergio Pizzorno. Musiche di Sergio Pizzorno, eccetto dove indicato.
CD 1
1. Empire - 3:53 (Pizzorno, Karloff)
2. Shoot the Runner - 3:27
3. Last Trip (In Flight) - 2:53
4. Me Plus One - 2:28
5. Sun Rise Light Flies - 4:08
6. Apnoea - 1:48
7. By My Side - 4:14 (Pizzorno, Karloff)
8. Stuntman - 5:19 (Pizzorno, Karloff)
9. Seek & Destroy - 2:15
10. British Legion - 3:19
11. The Doberman - 5:34

CD 2
1. Underdog - 4:37
2. Where Did All the Love Go? - 4:17
3. Swarfiga - 2:18
4. Fast Fuse - 4:10
5. Take Aim - 5:23
6. Thick as Thieves - 3:06
7. West Ryder Silver Bullet - 5:15
8. Vlad the Impaler - 4:44
9. Ladies and Gentlemen, Roll the Dice - 3:33
10. Secret Alphabets - 5:07
11. Fire - 4:13
12. Happiness - 5:16